# Eygluy-Escoulin
Eygluy-Escoulin ist eine Gemeinde mit 60 Einwohnern (Stand: 1. Januar 2022) im französischen Département Drôme in der Region Auvergne-Rhône-Alpes (vor 2016 Rhône-Alpes). Sie gehört zum Kanton Le Diois und zum Arrondissement Die. Die Bewohner werden Eygloulinois und Eygloulinoises genannt.
Die Gemeinde grenzt im Nordwesten und im Norden an Omblèze, im Nordosten an Saint-Julien-en-Quint, im Osten an Saint-Andéol und Vachères-en-Quint, im Südosten an Pontaix, im Süden an Saillans, im Südwesten an Montclar-sur-Gervanne und im Westen an Plan-de-Baix.

## Geschichte
Im Jahre 1920 wurde die Gemeinde Le Cheylard in L’Escoulin umbenannt. Im Jahre 1971 entstand die Gemeinde Eygluy-Escoulin durch Fusion der Gemeinden Eygluy und L’Escoulin.

## Bevölkerungsentwicklung
| Jahr                       | 1962 | 1968 | 1975 | 1982 | 1990 | 1999 | 2008 | 2016 |
| -------------------------- | ---- | ---- | ---- | ---- | ---- | ---- | ---- | ---- |
| Einwohner                  | 76   | 64   | 42   | 57   | 40   | 59   | 70   | 85   |
| Quellen: Cassini und INSEE |      |      |      |      |      |      |      |      |

## Sehenswürdigkeiten
- Burgruine Le Cheylard im Weiler l’Escoulin
- Kirche Saint-Étienne in Eygluy.
- Kirche Saint-Pierre
- Kapelle in Escoulin

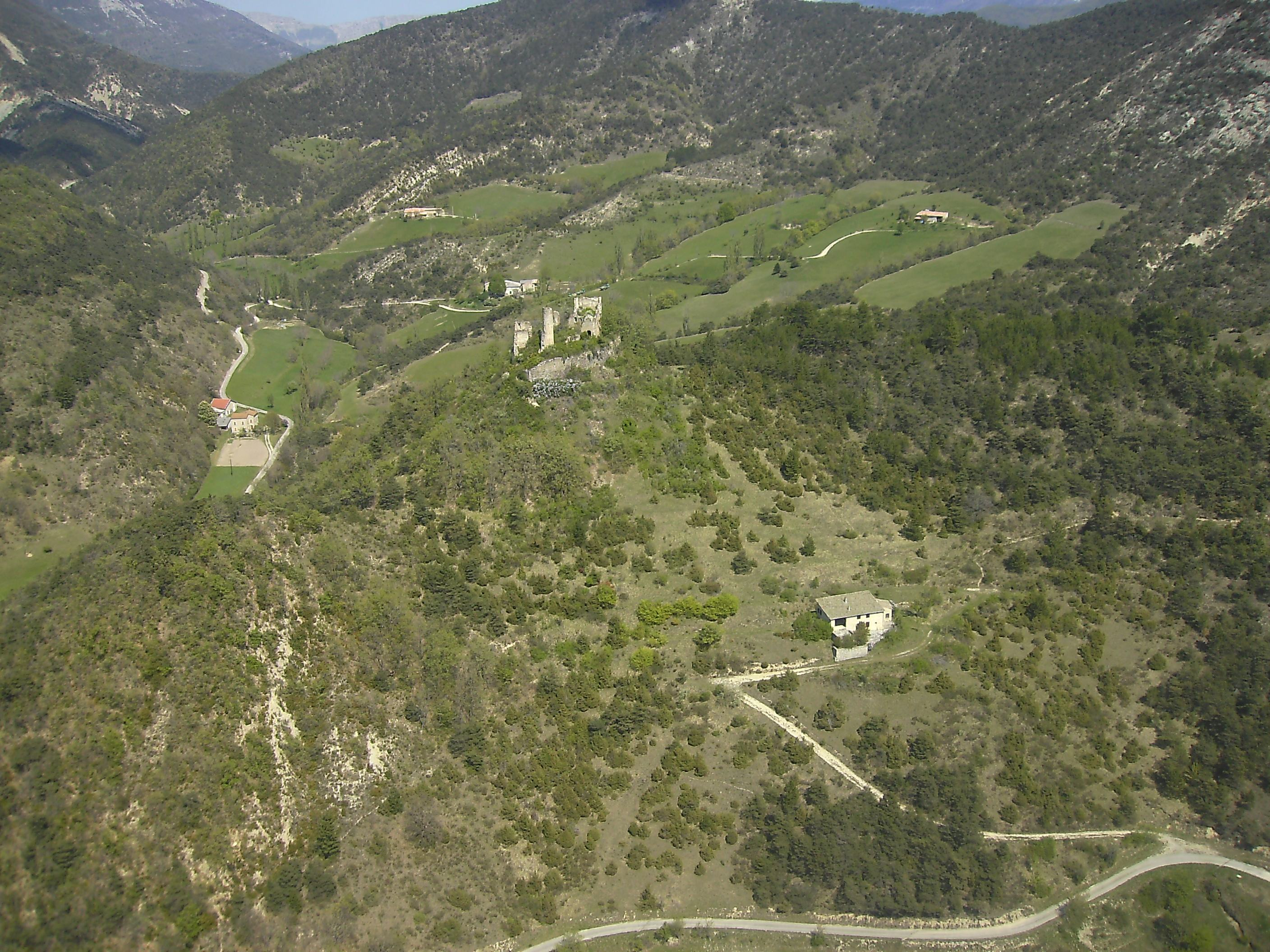
Burgruine Le Cheylard
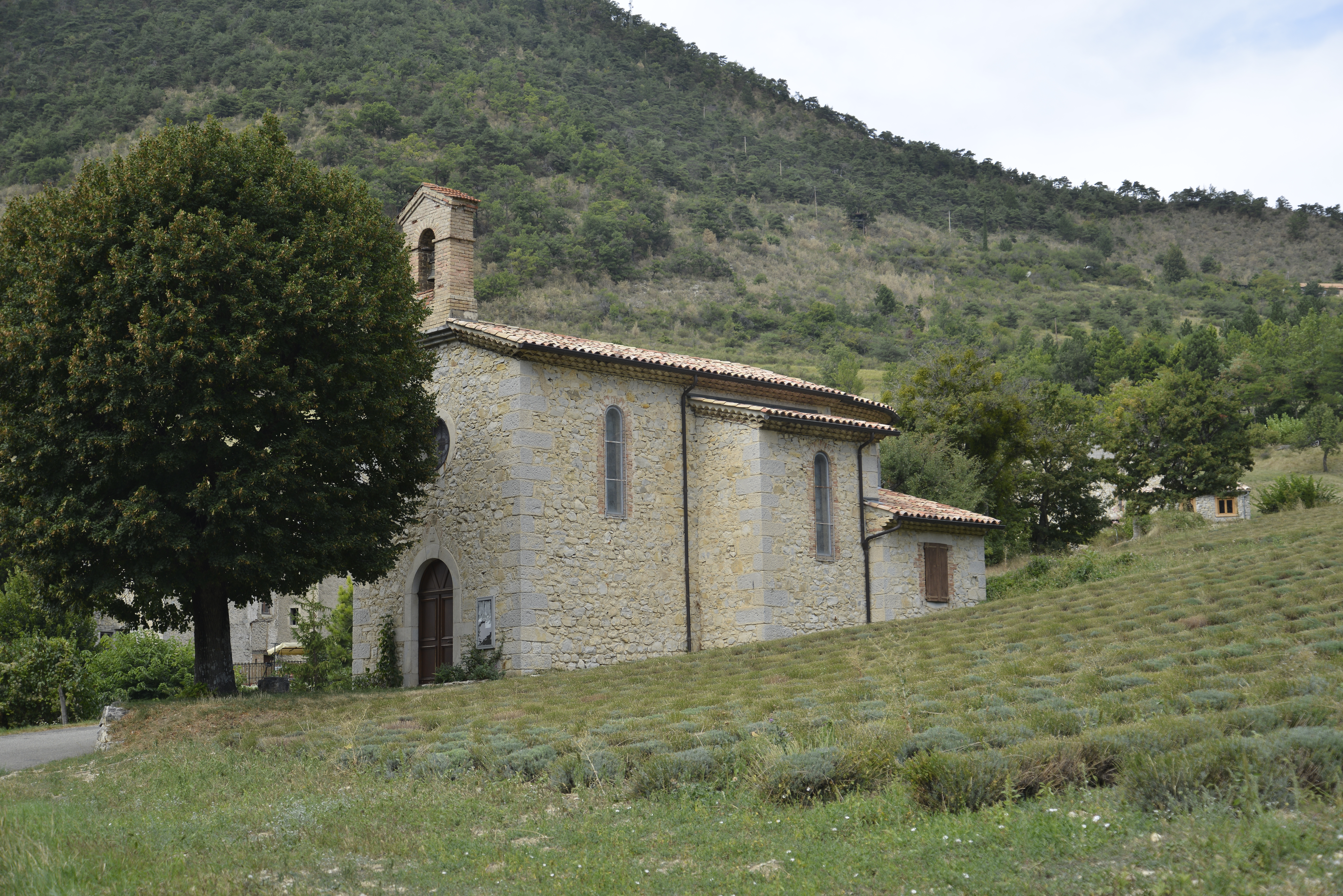
Kirche Saint-Étienne
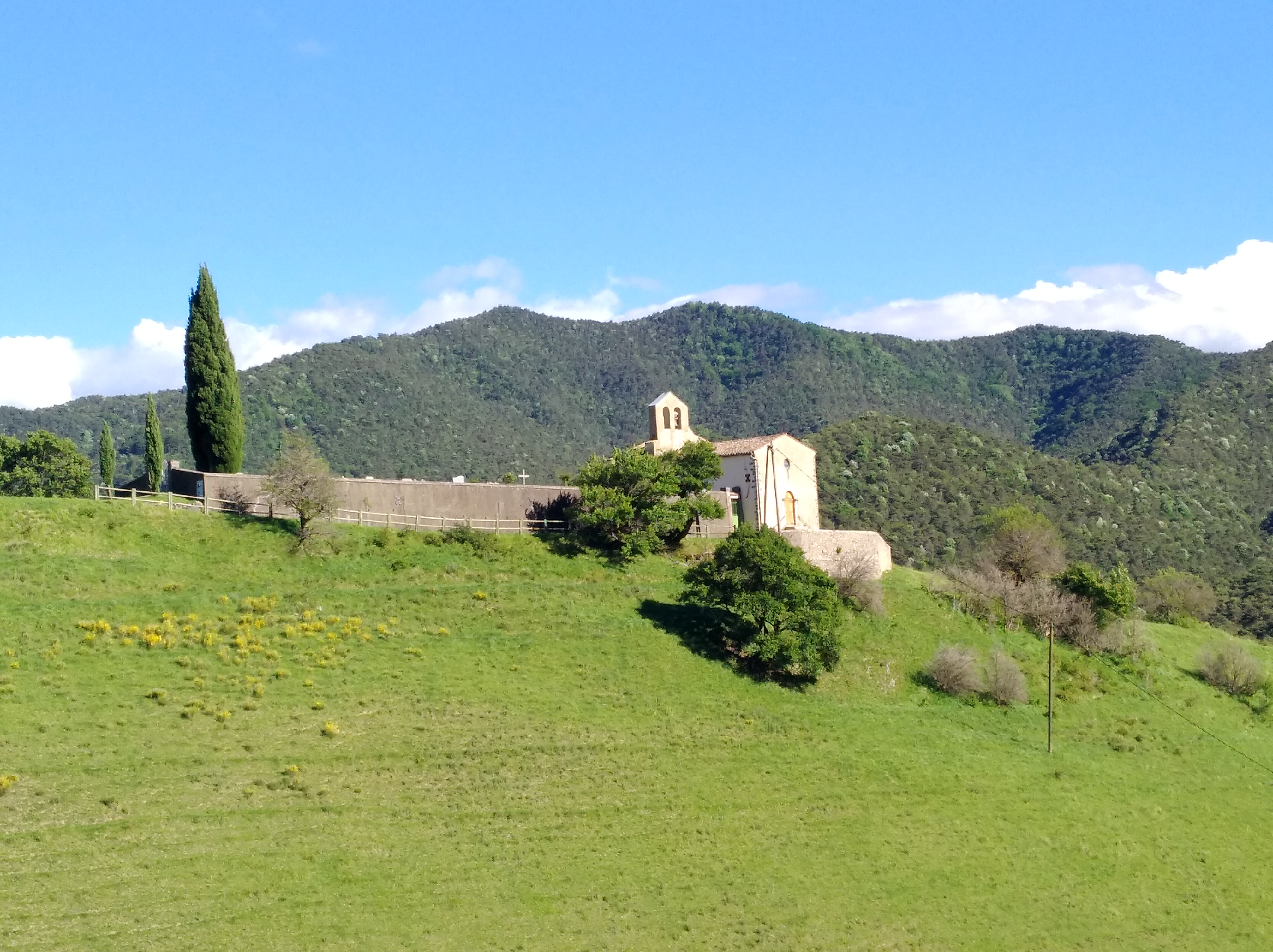
Kirche Saint-Pierre